# Llau de les Comelletes
La Llau de les Comelletes és una llau de l'antic terme d'Hortoneda de la Conca, actualment integrant del municipi de Conca de Dalt, al Pallars Jussà. Forma part del territori de l'antic poble del Mas de Vilanova.
Es forma a llevant de l'Obagueta de les Comelletes, des d'on davalla fent un arc cap al sud-oest, deixant a migdia i després a llevant el Serrat de les Comelletes, mentre que el Serrat de la Guàrdia queda a ponent. S'aboca en el riu de Carreu al nord del Planell de les Bruixes i a llevant de lo Riu de Vilanoveta.